# Борис Кустодиев
Борис Михайлович Кустодиев (на руски: Бори́с Миха́йлович Кусто́диев) е руски художник, илюстратор и сценограф.

## Биография
Борис Кустодиев е роден през 1878 в Астрахан в семейството на преподавател по философия, история на литературата и логика в местната семинария. Баща му умира млад и майка му трябва да издържа семейството. Те наемат малко крило в къщата на заможен търговец. Там Кустодиев получава първите си впечатления от живота на провинциалната търговска класа, който намира отражение в голяма част от работата му.
Между 1893 и 1896 Борис Кустодиев учи в семинарията в Астрахан и ходи на частни уроци по рисуване при Павел Власов, ученик на Василий Перов. От 1896 до 1903 посещава студиото на Иля Репин в Императорската художествена академия в Санкт Петербург, като в същото време учи скулптура при Дмитрий Стелецки и офорт при Василий Мате. Първото му участие в изложба е през 1896.
Кустодиев е поканен от Иля Репин за негов помощник при изработването на голямо платно, посветено на стогодишнината на Държавния съвет. Картината е извънредно сложна и трудоемка. Заедно със своя учител, Кустодиев подготвя портретни скици, а след това изпълнява дясната част от крайния вариант на картината. По същото време той рисува и поредица портрети на свои съвременници, които с чувства духовна близост. Сред тях са художникът Иван Билибин (1901), Молдовцев (1901) и гравьорът Василий Мате (1902). През 1903 се жени за Юлия Прошинска.
През следващите няколко години Кустодиев на няколко пъти пътува в Европа. Руската революция от 1905 намира отражение в творчеството му. Той започва да работи за сатиричните списания „Жупел“ и „Адская почта“. По същото време започва да се занимава с илюстриране, което остава една от основните теми до края на живота му. Сред илюстрираните от него издания са произведения на Николай Гогол („Мъртви души“, „Каляска“, „Шинел“), Михаил Лермонтов, Лев Толстой.
През 1909 Кустодиев е избран за член на Императорската академия на изкуствата. Около 1910 той се свързва с кръга „Мир искусства“ и участва във всички техни следващи изложби. През 1911 започва да се занимава със сценичен дизайн и става известен със сценографията на многобройни пиеси на Александър Островски. Тяхната атмосфера на провинциален живот е близка до цялото му творчество.
През следващите години Борис Кустодиев продължава да работи интензивно, но заболява тежко от възпаление на гръбначния стълб. По съвет на лекарите си прекарва една година в клиника в Швейцария. През 1916 получава параплегия, но продължава да рисува. В първите години след Руската революция от 1917 той работи активно в различни области. Автор е на илюстрации за календари, корици, книги, улични украси. Сред илюстрираните автори от този период са Николай Некрасов и Николай Лесков.
През 1923 Кустодиев става член на Асоциацията на артистите от революционна Русия. Той продължава да рисува, да прави гравюри, да илюстрира книги и да подготвя театрална сценография до своята смърт през 1927 в Ленинград. Погребан е в Тихвинското гробище.

## Галерия
- „На река Волга“, 1909
- „Цар Николай II“, 1915
- „Фьодор Шаляпин“, 1921
- „Максимилиан Волошин“, 1924
- „Руската Венера“, 1925 – 1926